# Gedenksteen voor Annetta Bos-Visser
De gedenksteen voor Annetta Bos-Visser is gemaakt van marmer en herdenkt haar leven dat ze wijdde aan welzijnswerk. Ze was oprichter van de Stuiversvereniging, die begin 21e eeuw nog steeds bestaat. Daarbij was ze de oprichtster van Bedehuis Annette in 's Landsgrond Boniface, waar ze onderdak bood aan armen, wezen en bejaarden.
De gedenksteen werd postuum op 23 februari 1935 onthuld in de kerk van 's Landsgrond Boniface. De kerk was afgeladen en ook buiten stonden belangstellenden. Dominee M.W.J. van Linschooten roemde in de dienst haar leven. Gouverneur Johannes Kielstra verrichtte vervolgens de onthulling.
De marmeren steen werd later verplaatst naar de Centrumkerk in Paramaribo. Daar bevindt het zich tegenover de kansel, uiterst rechts aan de muur. Het kunstwerk met haar beeltenis en inscripties werd gemaakt door Johan Mezas. Het ontwerp kwam van Wim Bos Verschuur. Zijn dubbele achternaam ontstond in Suriname, toen zijn grootmoeder Klara, het zusje van Annetta, op 25-jarige leeftijd overleed. Nadat ook zijn grootvader overleed, vroeg zijn vader de naamsverandering aan.

## Tekst
Onder haar beeltenis staat de volgende tekst:
| Ter nagedachtenis aan Mevr. Wed. A.F. Bos-Visser Moeder der weezen Stichtster van het Bedehuis "Annetta" 18431931 |